# Raymond, Iowa
Raymond là một thành phố thuộc quận Black Hawk, tiểu bang Iowa, Hoa Kỳ. Năm 2010, dân số của thành phố này là 788 người.

## Dân số
Dân số qua các năm:
- Năm 2000: 537 người.
- Năm 2010: 788 người.